# Луцкий, Алексей Николаевич
Алексе́й Никола́евич Лу́цкий (10 [22] февраля 1883, Козлов — 28 (29?) мая 1920, станция Муравьёво-Амурская, близ города Иман) — русский и советский разведчик, революционер-большевик, участник Гражданской войны в Сибири и Приморье.

## Биография

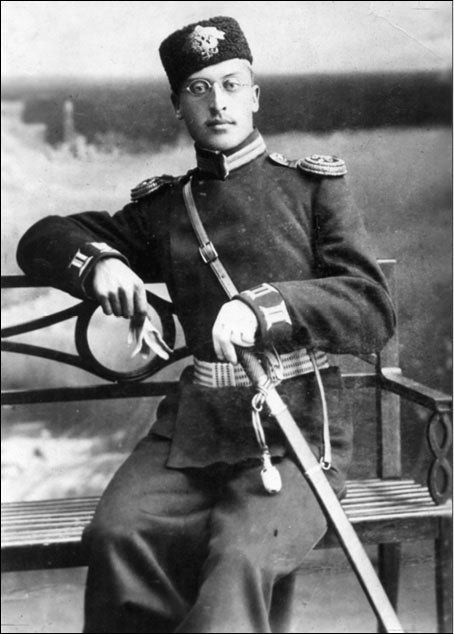
Алексей Николаевич Луцкий

Алексей Луцкий (иногда встречается вариант Луцкой) родился в 1883 году в городе Козлове (ныне — Мичуринск) Тамбовской губернии в семье коллежского асессора Николая Константиновича Луцкого, в связи с чем не мог быть внуком декабриста Александра Луцкого вопреки указанному в некоторых источниках (например, ).
Имел 7 братьев и сестёр.
До Октябрьской революции окончил Рязанское духовное училище, учился в Рязанской духовной семинарии на православного священника, однако, покинул семинарию, не окончив курса, предпочтя военную карьеру. 
В 1904 году окончил Тифлисское военное училище, службу проходил в Несвижском гренадерском полку. В январе 1905 года, с началом Русско-японской войны, в составе маршевой роты был направлен в Маньчжурию, участвовал в боевых действиях, включая Мукденское сражение. 
После войны окончил японское отделение Военных курсов при Восточном институте во Владивостоке, после чего был на два года направлен в Токио «для дальнейшего изучения японских нравов, японского языка и знакомства с организацией и методами разведывательной деятельности Японии». 
В 1914 году, как специалист по разведке, служил в штабе Иркутского военного округа. 
С августа 1917 года — начальник Харбинского контрразведывательного отделения, в чине штабс-капитана. Устанавливал неофициальные контакты с некоторыми офицерами русского отдела генерального штаба Японии.
После Февральской революции Луцкий начинает активно сотрудничать с большевиками. С августа 1917 года он становится начальником контрразведки в полосе отчуждения КВЖД.
После Октябрьской революции, Луцкий уже с ноября 1917 года стал членом Харбинского совета рабочих и солдатских депутатов, а в декабре был назначен комиссаром полосы отчуждения КВЖД. В январе-сентябре 1918 года работал в Центросибири начальником штаба и одновременно начальником разведки военного округа. В конце 1918 года был арестован белогвардейцами, больше года находился в тюрьме.
С февраля 1920 года Алексей Луцкий вошёл в состав Военного совета Временного правительства Приморской областной земской управы в городе Владивостоке. 5 апреля 1920 года  был арестован японцами вместе с Сергеем Лазо и Всеволодом Сибирцевым. Известно, что на первомайской демонстрации выдвигались требования об освобождении задержанных членов Военного совета. Японцы же передали всех троих арестованных белогвардейцам-бочкарёвцам. В конце мая Луцкий, Сибирцев и Лазо были расстреляны, а их трупы сожжены в паровозной топке. По другим данным, Лазо, Луцкий и Сибирцев были сожжены живьём.
В честь Алексея Луцкого названы улицы во Владивостоке и в некоторых других населённых пунктах.

## Семья
Младший сын — Евгений (1907—1991), д. и. н., профессор Историко-архивного института с 1947 года, заведующий кафедрой вспомогательных исторических дисциплин.
Другие члены семьи
- Отец — Николай Константинович Луцкий (?—?);
- Мать — Наталья Сергеевна Луцкая (?—?).
- Жена — Елена Яковлевна Шишкина (?—?).
  - Сын — Борис (1906—?),  родился в Москве.
- Сестра — Екатерина (26 октября 1871—?)[3];
- Сестра — Мария (8 ноября 1872—?)[3]
- Сестра — Глафира (20 февраля 1874—?)[3]
- Брат — Анатолий (27 марта 1875—?)[3]
- Сестра — Ольга (8 ноября 1877—?)[3]
- Сестра — Александра (10 января 1879—?)[3]
- Брат — Сергей (18 марта 1880—?)[3]

## Галерея

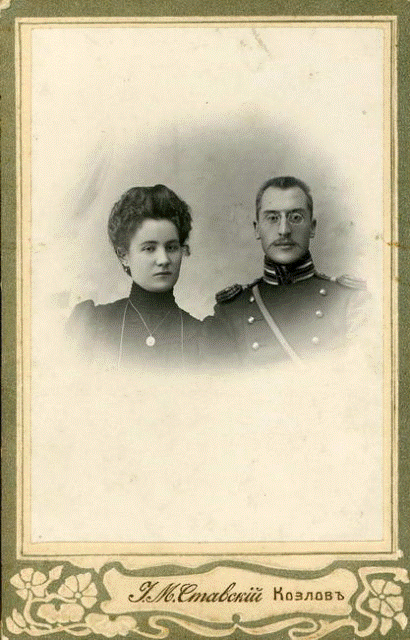
А. Н. Луцкий с супругой
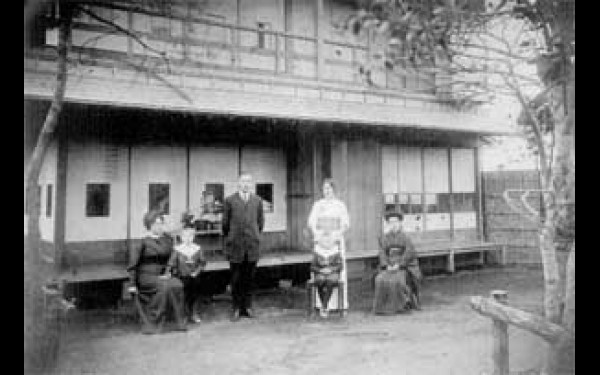
С семьей в Японии. Слева направо  — жена Елена Яковлевна, сын Борис, А. Н. Луцкий, сын Евгений, свояченица Ольга Яковлевна Шишкина
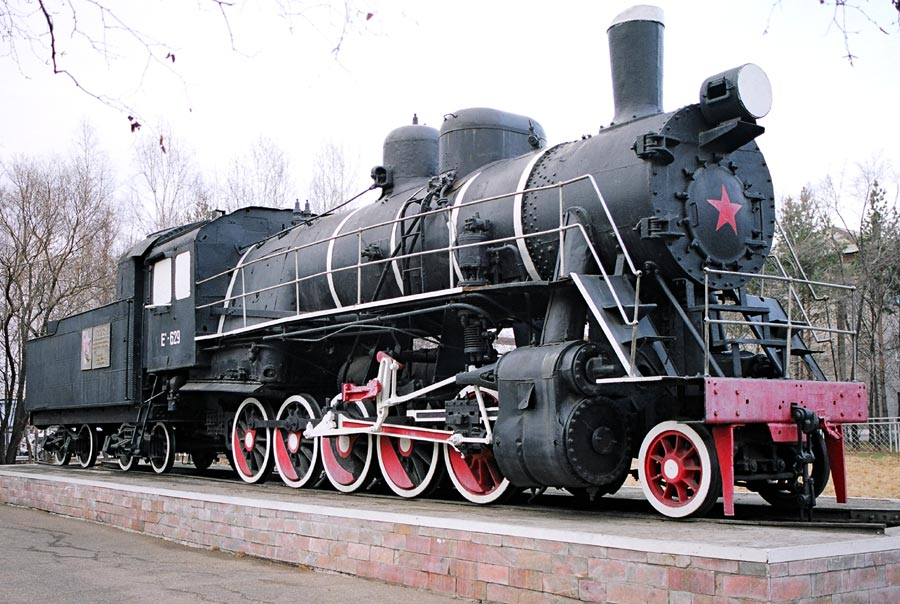
Паровоз Ел−629, в топке которого были сожжены А. Луцкий, С. Лазо и В. Сибирцев, в 1972 году установлен как памятник на станции Уссурийск
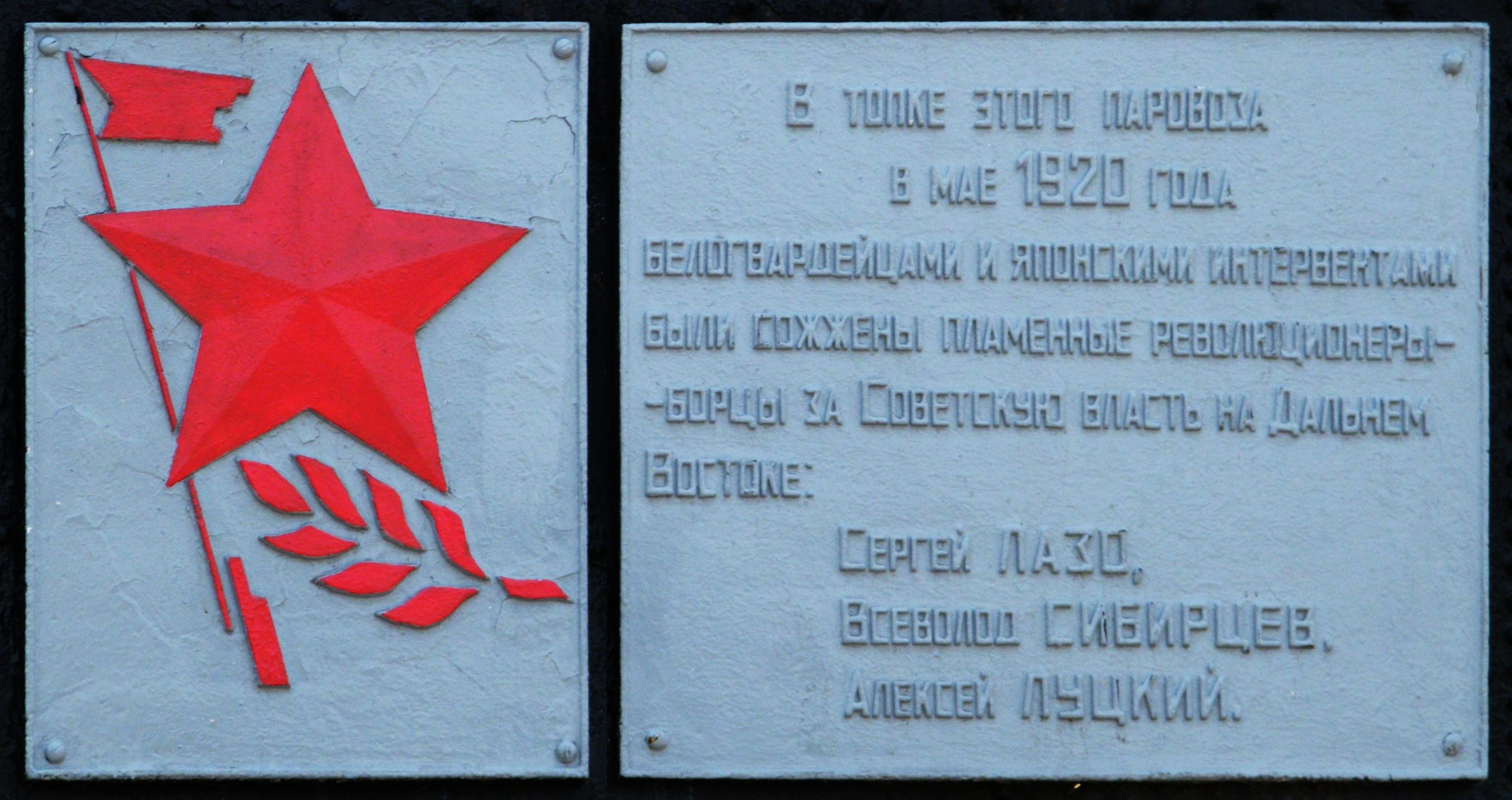
Мемориальная табличка на тендере паровоза Ел−629